# Гебре Крістос Деста
Гебре Крістос Деста ( амх. ገብረ ክርስቶስ ደስታ; 1932–1981), також відомий як Гебрекрістос Деста, – ефіопський художник і поет.    Він помер молодим, у віці п'ятдесяти років, у Сполучених Штатах, але, незважаючи на своє коротке життя, він змінив ефіопське мистецтво та вплинув на багатьох сучасних художників, наприклад, на Тадессе Месфина та на Тібебе Тиррфа. Він був першим художником в історії ефіопського мистецтва, який почав створювати абстрактні полотна, за що його багато критикували його співвітчизники.

## Життєпис
Гебре Крістос народився у місті Харар у родині священика Деста Него і був наймолодшим із шести братів і сестер. Його батько працював на губернатора Харара Раса Маконнена та був наставником його сина Раса Тафарі Маконнена, який пізніше був коронований як імператор Хайле Селассіє.
Гебре Крістос Деста навчався у Кельні, де почав захоплюватися німецьким експресіонізмом.
Після навчання у Німеччині він повертався до Ефіопії. Вскоре після цього була влаштована його перша виставка, а вже у 1965 році він отримав імператорську премію за внесок до ефіопського модерністського мистецтва. На критику співітчизників щодо то, що він не продовжує ефіопську мистецьку традицію він відповідав, що справжне мистецтво не має національности та інтеркультурно.
Після революції та приходу до влади соціалістичного режиму у 1974 році спочатку брав участь у кампанії по ліквідації неграмотності. У 1976 році Муніципалітет Аддис-Абеби запросив його взяти участь у заснуванні першої ефіопської Національної Галереї, де потім виставлялися роботи таких художників як, наприклад, Ешету Тирунех і Тадесе Месфин. Але потім Гебре Крістос Деста розчарувався у режимі та переїхав до США.